# 이정전
이정전(李正典, Jeong-jeon Rhee, 1943년 4월 14일 ~ )은 대한민국의 경제학자이다. 서울대학교 상과대학을 졸업하고 아이오와 주립대학교에서 경제학 석사 및 박사 학위를 받았다. 서울대학교 환경대학원 교수로 일하며 원장을 역임했다. 현재 서울대학교 명예교수이다.

## 학력
- 1971년 2월: 서울대학교 상과대학 경제학과 학사
- 1975년 11월: 미국 아이오아 주립대학교 경제학과 석사
- 1980년 2월: 미국 아이오아 주립대학교 경제학과 박사

## 저서
- 토지경제론, 1988년
- 두 경제학의 이야기: 주류경제학과 마르크스 경제학, 1993년
- 분배의 정의, 1994년
- 녹색경제학, 1994년
- 지속가능한 사회와 환경, 1995년
- 녹색정책, 1996년
- 지구환경시대의 생태환경시스템 구축방안, 1996년
- 토지경제학, 1999년
- 환경경제학, 2000년
- 시장은 정말 우리를 행복하게 하는가, 2002년
- 경제학에서 본 정치와 정부, 2005년
- 토지문제의 올바른 이해, 2006년, 공저
- 우리는 행복한가, 2008년
- 시장 만능주의를 넘어서, 2009년, 공저
- 경제학을 리콜하라, 2011년
- 시장은 정의로운가, 2012년

## 상훈
- 2007년 6월: 국민훈장 모란장